# Oberpostdirektion an der Arnulfstraße

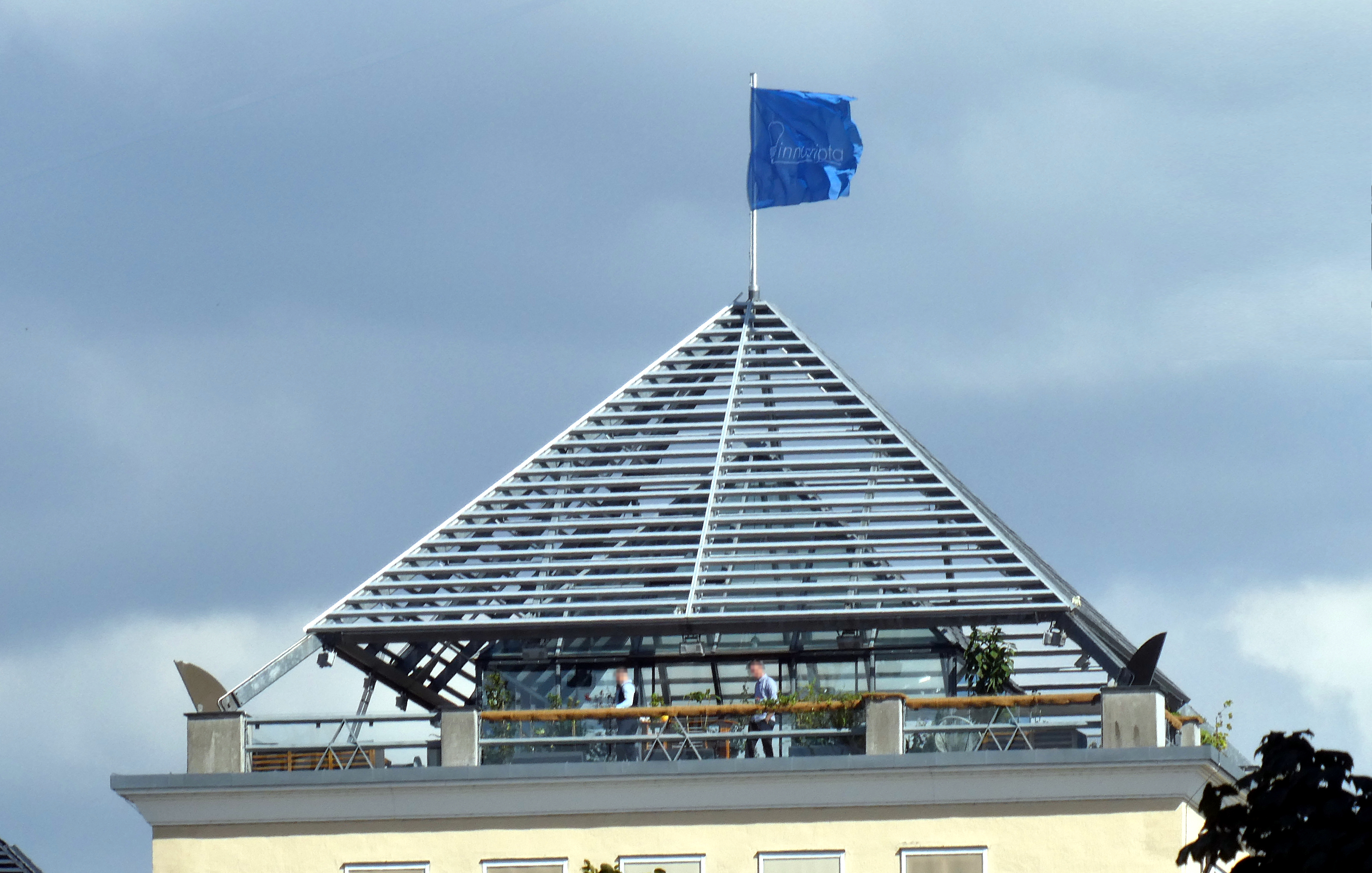
Pyramidenaufsatz eines Eckrisalits

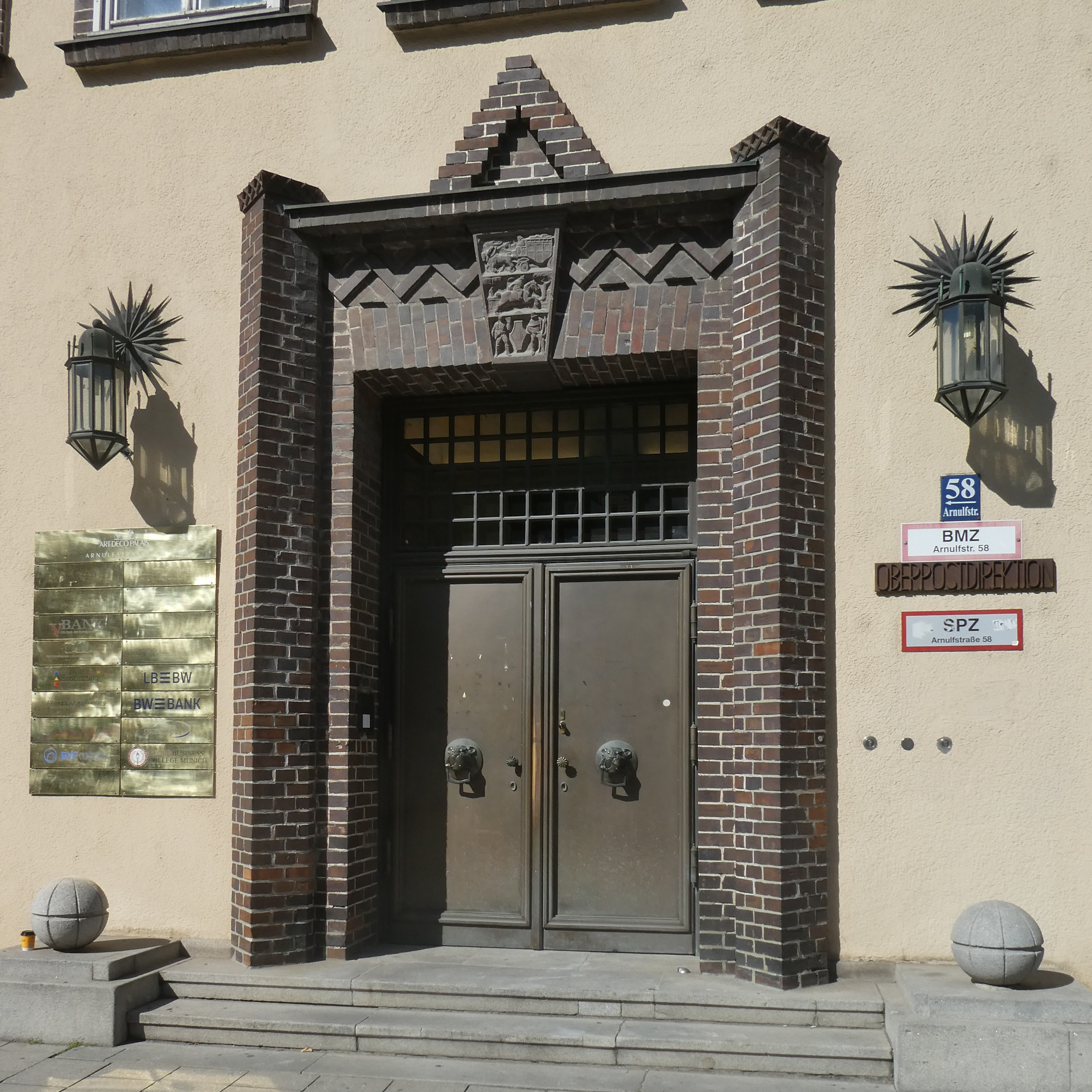
Portal (2022)

Die Oberpostdirektion an der Arnulfstraße ist ein 1924 nach Plänen von Robert Vorhoelzer und Georg Werner fertiggestelltes Bauwerk in München. Mit 40.000 Quadratmeter Grundfläche, fünf Innenhöfen und 530 Räumen war es damals das größte Amtsgebäude der Stadt, das auch das Telegraphen- und Fernamt enthielt.

## Beschreibung
Der Verwaltungsbau ist sechsgeschossig und hat vier erhöhte Eckrisalite. Er gilt als Frühwerk der Neuen Sachlichkeit in München.
Es wurde von 1922 bis 1924 errichtet. Nach 1945 wurden die Zeltdächer der Eckrisalite durch Flachdächer ersetzt, 1972 wurde der Südtrakt aufgestockt. Das Gebäude steht unter Denkmalschutz. Die funktionalen Qualitäten des Gebäudes wurden gelobt: variable Grundrisse, optimale Erschließungsachsen der Bürotrakte und gutes Licht aufgrund der Höfe.
1926 wurde ebenfalls nach Plänen von Robert Vorhoelzer nebenan das Paketzustellamt an der Arnulfstraße fertiggestellt.  

## Ab 2008: BürokomplexArt Deco Palais
2006 wurde das Gebäude für mehr als 100 Millionen Euro von der Post erworben. Für die Modernisierung wurden 20 Millionen Euro investiert; dabei wurde die Qualität des historischen Stils bewahrt, aber auch moderne Elemente wie die Pyramidenaufsätze an den Eckrisaliten eingebracht.
Aus der vorher grau-grün verputzten Oberpostdirektion wurde 2008 der in warmen Gelbtönen gehaltene Bürokomplex Art Deco Palais. 